# Gant-Wevelgem 2014
La Gant-Wevelgem 2014 fou la 76a edició de la clàssica belga Gant-Wevelgem i es disputà el 30 de març de 2014. Aquesta era la setena prova de l'UCI World Tour 2014.
La victòria fou per l'alemany John Degenkolb (Giant-Shimano), que s'imposà a l'esprint en l'arribada a Wevelgem. La segona posició fou pel francès Arnaud Démare (FDJ), mentre en tercera posició finalitzà l'eslovac Peter Sagan (Cannondale), vencedor en l'edició del 2013 i que feia tan sols dos dies havia guanyat l'E3 Harelbeke.

## Equips
En ser la Gant-Wevelgem una prova de l'UCI World Tour, els 18 UCI ProTeams són automàticament convidats i obligats a prendre-hi part. A banda, set equips són convidats a prendre-hi part per formar un pilot de 25 equips. Aquests 25 equips són:
| Núm.    | Codi | Equip                   |
| ------- | ---- | ----------------------- |
| 1-8     | CAN  | Cannondale              |
| 11-18   | ALM  | AG2R La Mondiale        |
| 21-28   | AST  | Astana Qazaqstan Team   |
| 31-38   | BEL  | Belkin Pro Cycling Team |
| 41-48   | BMC  | BMC Racing Team         |
| 51-58   | FDJ  | FDJ                     |
| 61-68   | GRS  | Garmin-Sharp            |
| 71-78   | LAM  | Lampre-Merida           |
| 81-88   | LTB  | Lotto-Belisol           |
| 91-98   | MOV  | Movistar Team           |
| 101-108 | OPQ  | Omega Pharma-Quick Step |
| 111-118 | OGE  | Orica-GreenEDGE         |
| 121-128 | EUC  | Team Europcar           |

| Núm.    | Codi | Equip                       |
| ------- | ---- | --------------------------- |
| 131-138 | GIA  | Giant-Shimano               |
| 141-148 | KAT  | Team Katusha                |
| 151-158 | SKY  | Team Sky                    |
| 161-168 | TSC  | Team Tinkoff-Saxo           |
| 171-178 | TFR  | Trek Factory Racing         |
| 181-188 | AND  | GW Erco Shimano             |
| 191-198 | COF  | Cofidis                     |
| 201-208 | IAM  | IAM Cycling                 |
| 211-218 | MTN  | MTN Qhubeka                 |
| 221-228 | TNE  | NetApp-Endura               |
| 231-238 | WGG  | Wanty-Groupe Gobert         |
| 241-248 | TSV  | Topsport Vlaanderen-Baloise |

## Recorregut
Durant el recorregut els ciclistes hauran de superar nou cotes de muntanya:
| Núm. | Nom        | Km  | Paviment | Llargada (m) | Pendent mitjana | Pendent màxim |
| ---- | ---------- | --- | -------- | ------------ | --------------- | ------------- |
| 1    | Casselberg | 115 | asfalt   | 1.700        | 4,9%            | 10%           |
| 2    | Casselberg | 120 | asfalt   | 1.700        | 4,9%            | 10%           |
| 3    | Catsberg   | 137 | asfalt   | 500          | 9%              | 14%           |
| 4    | Baneberg   | 146 | asfalt   | 300          | 10%             | 20%           |
| 5    | Kemmelberg | 154 | pavès    | 2.500        | 4,4%            | 24%           |
| 6    | Monteberg  | 158 | asfalt   | 1.000        | 7,3%            | 13%           |
| 7    | Baneberg   | 185 | asfalt   | 300          | 10%             | 20%           |
| 8    | Kemmelberg | 193 | pavès    | 2.500        | 4,4%            | 24%           |
| 9    | Monteberg  | 197 | asfalt   | 1.000        | 7,3%            | 13%           |

## Classificació final

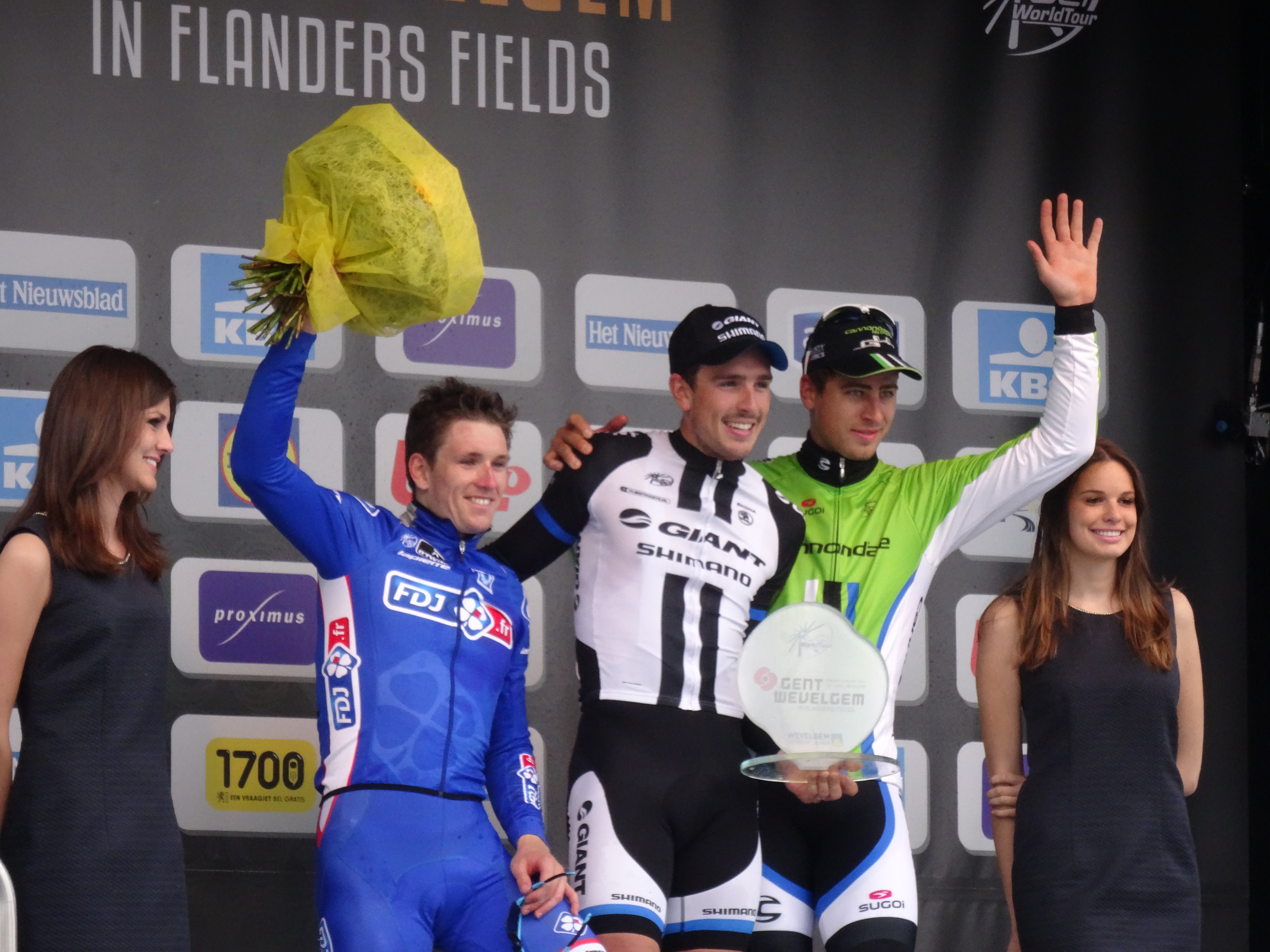
Arnaud Démare, John Degenkolb i Peter Sagan.

|    | Cilista                 | Equip                       | Temps      | UCI World Tour Punts |
| -- | ----------------------- | --------------------------- | ---------- | -------------------- |
| 1  | John Degenkolb (GER)    | Giant-Shimano               | 5h 34' 43" | 80                   |
| 2  | Arnaud Démare (FRA)     | FDJ                         | m. t.      | 60                   |
| 3  | Peter Sagan (SVK)       | Cannondale                  | m. t.      | 50                   |
| 4  | Sep Vanmarcke (BEL)     | Belkin Pro Cycling Team     | m. t.      | 40                   |
| 5  | Tom Boonen (BEL)        | Omega Pharma-Quick Step     | m. t.      | 30                   |
| 6  | Tom Van Asbroeck (BEL)  | Topsport Vlaanderen-Baloise | m. t.      | -                    |
| 7  | Aleksei Tsatévitx (RUS) | Team Katusha                | m. t.      | 14                   |
| 8  | Iauhèn Hutaròvitx (BLR) | AG2R La Mondiale            | m. t.      | 10                   |
| 9  | Thor Hushovd (NOR)      | BMC Racing Team             | m. t.      | 6                    |
| 10 | Jürgen Roelandts (BEL)  | Lotto-Belisol               | m. t.      | 2                    |